# Liste des planètes mineures non numérotées découvertes entre le 16 et le 31 octobre 2015
Pour un article plus général, voir Liste des planètes mineures non numérotées découvertes en 2015.
Pour un article plus général, voir Liste des planètes mineures.
Cet article dresse la liste des planètes mineures (astéroïdes, centaures, objets transneptuniens et assimilés) non numérotées découvertes en octobre 2015 dans l'ordre de leur découverte.
Au 15 janvier 2025, 661 077 des 1 434 993 planètes mineures répertoriées par le Centre des planètes mineures ne sont pas encore numérotées, soit 46,07 %.

## Rappel concernant la désignation provisoire
La désignation provisoire indique l'ordre de découverte de ces objets. En effet, cette désignation est composée de l'année de découverte (par exemple 2015) suivie de la quinzaine (demi-mois) de découverte (p.e. A = 1-15 janvier) puis de l'ordre de découverte dans cette quinzaine. Cet ordre est indiqué par une lettre et éventuellement un chiffre comme suit : A pour la première découverte, B pour la deuxième, ..., Z pour la 25e (le I n'est pas utilisé pour éviter la confusion avec 1), A1 pour la 26e, B1 pour la 27e, etc. , Z1 pour la 50e, A2 pour la 51e, B2 pour la 52e, etc. L'ordre de la numérotation ne suit donc pas l'ordre alphanumérique. 2015 AA1 suit ainsi 2015 AZ et précède 2015 AB1.

## Liste du 16 au 31 octobre 2015
- 2015 UA
- 2015 UC
- 2015 UD
- 2015 UF
- 2015 UG
- 2015 UH
- 2015 UK
- 2015 UM
- 2015 UO
- 2015 UR
- 2015 UT
- 2015 UV
- 2015 UW
- 2015 UZ
- 2015 UA1
- 2015 UB1
- 2015 UH1
- 2015 UJ1
- 2015 UM1
- 2015 UN1
- 2015 UR1
- 2015 US1
- 2015 UV1
- 2015 UW1
- 2015 UX1
- 2015 UY1
- 2015 UZ1
- 2015 UA2
- 2015 UF2
- 2015 UH2
- 2015 UJ2
- 2015 UL2
- 2015 UN2
- 2015 UR2
- 2015 UW2
- 2015 UZ2
- 2015 UA3
- 2015 UB3
- 2015 UE3
- 2015 UF3
- 2015 UG3
- 2015 UH3
- 2015 UK3
- 2015 UL3
- 2015 UM3
- 2015 UN3
- 2015 UO3
- 2015 UQ3
- 2015 US3
- 2015 UU3
- 2015 UW3
- 2015 UX3
- 2015 UY3
- 2015 UB4
- 2015 UE4
- 2015 UF4
- 2015 UH4
- 2015 UM4
- 2015 UQ4
- 2015 UR4
- 2015 US4
- 2015 UT4
- 2015 UU4
- 2015 UV4
- 2015 UX4
- 2015 UY4
- 2015 UA5
- 2015 UB5
- 2015 UD5
- 2015 UF5
- 2015 UG5
- 2015 UJ5
- 2015 UM5
- 2015 UN5
- 2015 UO5
- 2015 UP5
- 2015 UQ5
- 2015 UR5
- 2015 UZ5
- 2015 UB6
- 2015 UG6
- 2015 UU6
- 2015 US7
- 2015 UT7
- 2015 UV7
- 2015 UW7
- 2015 UX7
- 2015 UY7
- 2015 UZ7
- 2015 UB8
- 2015 UC8
- 2015 UE8
- 2015 UJ8
- 2015 UK8
- 2015 UL8
- 2015 UP8
- 2015 UR8
- 2015 US8
- 2015 UV8
- 2015 UX8
- 2015 UZ8
- 2015 UA9
- 2015 UD9
- 2015 UE9
- 2015 UN9
- 2015 UO9
- 2015 UQ9
- 2015 US9
- 2015 UX9
- 2015 UF10
- 2015 UJ10
- 2015 UK10
- 2015 UM10
- 2015 UO10
- 2015 UP10
- 2015 US10
- 2015 UW10
- 2015 UA11
- 2015 UD11
- 2015 UE11
- 2015 UG11
- 2015 UH11
- 2015 UJ11
- 2015 UL11
- 2015 UT11
- 2015 UU11
- 2015 UV11
- 2015 UY11
- 2015 UF12
- 2015 UQ12
- 2015 UR12
- 2015 UT12
- 2015 UV12
- 2015 UW12
- 2015 UZ12
- 2015 UD13
- 2015 UE13
- 2015 UG13
- 2015 UH13
- 2015 UK13
- 2015 UL13
- 2015 UM13
- 2015 UP13
- 2015 UT13
- 2015 UY13
- 2015 UC14
- 2015 UG14
- 2015 UH14
- 2015 UJ14
- 2015 UN14
- 2015 UO14
- 2015 UQ14
- 2015 UR14
- 2015 UU14
- 2015 UA15
- 2015 UB15
- 2015 UC15
- 2015 UH15
- 2015 UK15
- 2015 UM15
- 2015 UO15
- 2015 UR15
- 2015 US15
- 2015 UT15
- 2015 UU15
- 2015 UW15
- 2015 UZ15
- 2015 UB16
- 2015 UC16
- 2015 UD16
- 2015 UH16
- 2015 UJ16
- 2015 UL16
- 2015 UN16
- 2015 UQ16
- 2015 UU16
- 2015 UZ16
- 2015 UB17
- 2015 UC17
- 2015 UG17
- 2015 UH17
- 2015 UK17
- 2015 UM17
- 2015 UN17
- 2015 UO17
- 2015 UP17
- 2015 UR17
- 2015 US17
- 2015 UT17
- 2015 UZ17
- 2015 UB18
- 2015 UF18
- 2015 UG18
- 2015 UK18
- 2015 UN18
- 2015 UR18
- 2015 UT18
- 2015 UU18
- 2015 UV18
- 2015 UW18
- 2015 UB19
- 2015 UE19
- 2015 UJ19
- 2015 UL19
- 2015 UM19
- 2015 UO19
- 2015 UQ19
- 2015 UR19
- 2015 US19
- 2015 UT19
- 2015 UV19
- 2015 UW19
- 2015 UX19
- 2015 UZ19
- 2015 UB20
- 2015 UC20
- 2015 UE20
- 2015 UK20
- 2015 UL20
- 2015 UT20
- 2015 UU20
- 2015 UV20
- 2015 UW20
- 2015 UX20
- 2015 UA21
- 2015 UG21
- 2015 UJ21
- 2015 UO21
- 2015 UP21
- 2015 UU21
- 2015 UW21
- 2015 UZ21
- 2015 UE22
- 2015 UG22
- 2015 UK22
- 2015 UM22
- 2015 UO22
- 2015 UQ22
- 2015 UT22
- 2015 UU22
- 2015 UV22
- 2015 UA23
- 2015 UD23
- 2015 UE23
- 2015 UF23
- 2015 UG23
- 2015 UJ23
- 2015 UK23
- 2015 UM23
- 2015 UN23
- 2015 UO23
- 2015 UP23
- 2015 UQ23
- 2015 UR23
- 2015 US23
- 2015 UA24
- 2015 UC24
- 2015 UD24
- 2015 UH24
- 2015 UN24
- 2015 UO24
- 2015 UP24
- 2015 UT24
- 2015 UU24
- 2015 UX24
- 2015 UZ24
- 2015 UA25
- 2015 UC25
- 2015 UF25
- 2015 UG25
- 2015 UM25
- 2015 UP25
- 2015 UV25
- 2015 UW25
- 2015 UY25
- 2015 UB26
- 2015 UC26
- 2015 UG26
- 2015 UL26
- 2015 UP26
- 2015 US26
- 2015 UB27
- 2015 UD27
- 2015 UF27
- 2015 UG27
- 2015 UO27
- 2015 UP27
- 2015 UV27
- 2015 UA28
- 2015 UB28
- 2015 UD28
- 2015 UJ28
- 2015 UK28
- 2015 UN28
- 2015 UO28
- 2015 UR28
- 2015 US28
- 2015 UT28
- 2015 UV28
- 2015 UW28
- 2015 UA29
- 2015 UB29
- 2015 UC29
- 2015 UD29
- 2015 UE29
- 2015 UG29
- 2015 UN29
- 2015 UR29
- 2015 UT29
- 2015 UW29
- 2015 UX29
- 2015 UY29
- 2015 UZ29
- 2015 UB30
- 2015 UJ30
- 2015 UM30
- 2015 UP30
- 2015 UT30
- 2015 UV30
- 2015 UY30
- 2015 UZ30
- 2015 UB31
- 2015 UH31
- 2015 UJ31
- 2015 UL31
- 2015 UO31
- 2015 UQ31
- 2015 UU31
- 2015 UW31
- 2015 UX31
- 2015 UY31
- 2015 UZ31
- 2015 UB32
- 2015 UC32
- 2015 UD32
- 2015 UF32
- 2015 UG32
- 2015 UH32
- 2015 UJ32
- 2015 UL32
- 2015 UP32
- 2015 UR32
- 2015 UT32
- 2015 UW32
- 2015 UA33
- 2015 UB33
- 2015 UE33
- 2015 UF33
- 2015 UJ33
- 2015 UL33
- 2015 UM33
- 2015 UN33
- 2015 UO33
- 2015 UP33
- 2015 UQ33
- 2015 UR33
- 2015 UU33
- 2015 UW33
- 2015 UX33
- 2015 UC34
- 2015 UD34
- 2015 UE34
- 2015 UF34
- 2015 UH34
- 2015 UK34
- 2015 UN34
- 2015 UP34
- 2015 UR34
- 2015 UU34
- 2015 UV34
- 2015 UW34
- 2015 UY34
- 2015 UB35
- 2015 UC35
- 2015 UD35
- 2015 UE35
- 2015 UF35
- 2015 UG35
- 2015 UJ35
- 2015 UL35
- 2015 UN35
- 2015 UO35
- 2015 UQ35
- 2015 UR35
- 2015 US35
- 2015 UT35
- 2015 UY35
- 2015 UA36
- 2015 UD36
- 2015 UO36
- 2015 UQ36
- 2015 US36
- 2015 UT36
- 2015 UX36
- 2015 UY36
- 2015 UB37
- 2015 UE37
- 2015 UJ37
- 2015 UL37
- 2015 UM37
- 2015 UN37
- 2015 UO37
- 2015 UP37
- 2015 UQ37
- 2015 UR37
- 2015 US37
- 2015 UT37
- 2015 UU37
- 2015 UV37
- 2015 UA38
- 2015 UB38
- 2015 UD38
- 2015 UG38
- 2015 UH38
- 2015 UJ38
- 2015 UO38
- 2015 UP38
- 2015 UQ38
- 2015 US38
- 2015 UV38
- 2015 UX38
- 2015 UY38
- 2015 UZ38
- 2015 UB39
- 2015 UH39
- 2015 UJ39
- 2015 UK39
- 2015 UL39
- 2015 UM39
- 2015 UN39
- 2015 UW39
- 2015 UY39
- 2015 UZ39
- 2015 UB40
- 2015 UC40
- 2015 UF40
- 2015 UH40
- 2015 UM40
- 2015 UN40
- 2015 UO40
- 2015 UR40
- 2015 US40
- 2015 UU40
- 2015 UX40
- 2015 UY40
- 2015 UD41
- 2015 UE41
- 2015 UG41
- 2015 UM41
- 2015 UN41
- 2015 UP41
- 2015 UQ41
- 2015 UY41
- 2015 UB42
- 2015 UC42
- 2015 UD42
- 2015 UG42
- 2015 UP42
- 2015 UR42
- 2015 UB43
- 2015 UC43
- 2015 UF43
- 2015 UG43
- 2015 UH43
- 2015 UJ43
- 2015 UL43
- 2015 UO43
- 2015 UT43
- 2015 UV43
- 2015 UW43
- 2015 UC44
- 2015 UE44
- 2015 UJ44
- 2015 UL44
- 2015 UR44
- 2015 UU44
- 2015 UW44
- 2015 UZ44
- 2015 UA45
- 2015 UB45
- 2015 UD45
- 2015 UJ45
- 2015 UM45
- 2015 UR45
- 2015 US45
- 2015 UT45
- 2015 UU45
- 2015 UW45
- 2015 UX45
- 2015 UF46
- 2015 UH46
- 2015 UK46
- 2015 UP46
- 2015 UQ46
- 2015 UV46
- 2015 UX46
- 2015 UE47
- 2015 UF47
- 2015 UK47
- 2015 UO47
- 2015 UT47
- 2015 UW47
- 2015 UB48
- 2015 UC48
- 2015 UH48
- 2015 UK48
- 2015 UQ48
- 2015 UT48
- 2015 UV48
- 2015 UW48
- 2015 UC49
- 2015 UE49
- 2015 UF49
- 2015 UG49
- 2015 UH49
- 2015 UK49
- 2015 UL49
- 2015 UO49
- 2015 UX49
- 2015 UZ49
- 2015 UG50
- 2015 UL50
- 2015 UM50
- 2015 UP50
- 2015 UU50
- 2015 UW50
- 2015 UG51
- 2015 UH51
- 2015 UJ51
- 2015 UK51
- 2015 UM51
- 2015 UN51
- 2015 UO51
- 2015 UP51
- 2015 UR51
- 2015 US51
- 2015 UT51
- 2015 UV51
- 2015 UX51
- 2015 UY51
- 2015 UZ51
- 2015 UA52
- 2015 UB52
- 2015 UC52
- 2015 UD52
- 2015 UE52
- 2015 UH52
- 2015 UJ52
- 2015 UK52
- 2015 UL52
- 2015 UM52
- 2015 UN52
- 2015 UO52
- 2015 UP52
- 2015 UQ52
- 2015 UT52
- 2015 UU52
- 2015 UW52
- 2015 UX52
- 2015 UY52
- 2015 UL53
- 2015 UO53
- 2015 UQ53
- 2015 UU53
- 2015 UX53
- 2015 UB54
- 2015 UC54
- 2015 UE54
- 2015 UH54
- 2015 UN54
- 2015 UP54
- 2015 UV54
- 2015 UW54
- 2015 UX54
- 2015 UA55
- 2015 UB55
- 2015 UJ55
- 2015 UM55
- 2015 UP55
- 2015 UW55
- 2015 UY55
- 2015 UA56
- 2015 UC56
- 2015 UG56
- 2015 UJ56
- 2015 UK56
- 2015 UL56
- 2015 UO56
- 2015 UP56
- 2015 UQ56
- 2015 US56
- 2015 UT56
- 2015 UV56
- 2015 UW56
- 2015 UY56
- 2015 UZ56
- 2015 UA57
- 2015 UC57
- 2015 UD57
- 2015 UF57
- 2015 UG57
- 2015 UH57
- 2015 UJ57
- 2015 UK57
- 2015 UL57
- 2015 UO57
- 2015 UR57
- 2015 UT57
- 2015 UU57
- 2015 UV57
- 2015 UX57
- 2015 UA58
- 2015 UB58
- 2015 UM58
- 2015 UO58
- 2015 UR58
- 2015 UT58
- 2015 UU58
- 2015 UW58
- 2015 UY58
- 2015 UB59
- 2015 UH59
- 2015 UL59
- 2015 UQ59
- 2015 US59
- 2015 UW59
- 2015 UX59
- 2015 UY59
- 2015 UB60
- 2015 UD60
- 2015 UH60
- 2015 UK60
- 2015 UL60
- 2015 UN60
- 2015 UU60
- 2015 UV60
- 2015 UY60
- 2015 UZ60
- 2015 UE61
- 2015 UJ61
- 2015 UK61
- 2015 UJ62
- 2015 UL62
- 2015 UU62
- 2015 UX62
- 2015 UZ62
- 2015 UA63
- 2015 UE63
- 2015 UF63
- 2015 UH63
- 2015 UK63
- 2015 UM63
- 2015 UP63
- 2015 UU63
- 2015 UV63
- 2015 UX63
- 2015 UY63
- 2015 UA64
- 2015 UD64
- 2015 UE64
- 2015 UH64
- 2015 UM64
- 2015 UO64
- 2015 US64
- 2015 UU64
- 2015 UC65
- 2015 UH65
- 2015 UJ65
- 2015 UK65
- 2015 UM65
- 2015 UB66
- 2015 UO66
- 2015 UT66
- 2015 UV66
- 2015 UY66
- 2015 UA67
- 2015 UC67
- 2015 UE67
- 2015 UG67
- 2015 UH67
- 2015 UJ67
- 2015 UK67
- 2015 UN67
- 2015 UO67
- 2015 UP67
- 2015 UR67
- 2015 UV67
- 2015 UW67
- 2015 UZ67
- 2015 UE68
- 2015 UG68
- 2015 UH68
- 2015 UL68
- 2015 UP68
- 2015 UR68
- 2015 US68
- 2015 UT68
- 2015 UV68
- 2015 UW68
- 2015 UA69
- 2015 UB69
- 2015 UF69
- 2015 UM69
- 2015 UN69
- 2015 UO69
- 2015 UP69
- 2015 UW69
- 2015 UX69
- 2015 UC70
- 2015 UH70
- 2015 UM70
- 2015 UP70
- 2015 UW70
- 2015 UX70
- 2015 UB71
- 2015 UC71
- 2015 UE71
- 2015 UM71
- 2015 UO71
- 2015 UR71
- 2015 UT71
- 2015 UW71
- 2015 UF72
- 2015 UR72
- 2015 UT72
- 2015 UD73
- 2015 UF73
- 2015 UH73
- 2015 UK73
- 2015 UM73
- 2015 UN73
- 2015 UP73
- 2015 UV73
- 2015 UW73
- 2015 UG74
- 2015 UM74
- 2015 UN74
- 2015 UQ74
- 2015 UW74
- 2015 UY74
- 2015 UE75
- 2015 UF75
- 2015 UJ75
- 2015 UN75
- 2015 UO75
- 2015 UP75
- 2015 UT75
- 2015 UM76
- 2015 UO76
- 2015 UQ76
- 2015 US76
- 2015 UT76
- 2015 UW76
- 2015 UZ76
- 2015 UD77
- 2015 UR77
- 2015 UV77
- 2015 UE78
- 2015 UF78
- 2015 UG78
- 2015 UH78
- 2015 UK78
- 2015 UP78
- 2015 UQ78
- 2015 US78
- 2015 UV78
- 2015 UW78
- 2015 UX78
- 2015 UC79
- 2015 UE79
- 2015 UG79
- 2015 UJ79
- 2015 UK79
- 2015 UR79
- 2015 UV79
- 2015 UX79
- 2015 UB80
- 2015 UH80
- 2015 UK80
- 2015 UQ80
- 2015 UR80
- 2015 UV80
- 2015 UW80
- 2015 UY80
- 2015 UZ80
- 2015 UB81
- 2015 UC81
- 2015 UH81
- 2015 UJ81
- 2015 UK81
- 2015 UM81
- 2015 UN81
- 2015 UR81
- 2015 US81
- 2015 UU81
- 2015 UX81
- 2015 UY81
- 2015 UZ81
- 2015 UC82
- 2015 UD82
- 2015 UH82
- 2015 US82
- 2015 UH83
- 2015 UZ83
- 2015 UA84
- 2015 UE84
- 2015 UK84
- 2015 UP84
- 2015 UQ84
- 2015 UX84
- 2015 UY84
- 2015 UZ84
- 2015 UA85
- 2015 UB85
- 2015 UC85
- 2015 UF85
- 2015 UH85
- 2015 UJ85
- 2015 UK85
- 2015 UL85
- 2015 UM85
- 2015 UN85
- 2015 UO85
- 2015 UP85
- 2015 UQ85
- 2015 UR85
- 2015 US85
- 2015 UV85
- 2015 UW85
- 2015 UX85
- 2015 UY85
- 2015 UZ85
- 2015 UA86
- 2015 UB86
- 2015 UC86
- 2015 UE86
- 2015 UF86
- 2015 UL86
- 2015 UN86
- 2015 UA87
- 2015 UH87
- 2015 UL87
- 2015 UD88
- 2015 UJ88
- 2015 UQ88
- 2015 UU88
- 2015 UV88
- 2015 UW88
- 2015 UZ88
- 2015 UF89
- 2015 UG89
- 2015 UL89
- 2015 UM89
- 2015 UN89
- 2015 UQ89
- 2015 UV89
- 2015 UY89
- 2015 UB90
- 2015 UJ90
- 2015 UQ90
- 2015 UT90
- 2015 UY90
- 2015 UZ90
- 2015 UA91
- 2015 UB91
- 2015 UC91
- 2015 UD91
- 2015 UF91
- 2015 UG91
- 2015 UK91
- 2015 UL91
- 2015 UM91
- 2015 UN91
- 2015 UO91
- 2015 UP91
- 2015 UQ91
- 2015 UU91
- 2015 UW91
- 2015 UY91
- 2015 UZ91
- 2015 UA92
- 2015 UB92
- 2015 UC92
- 2015 UD92
- 2015 UE92
- 2015 UF92
- 2015 UG92
- 2015 UH92
- 2015 UJ92
- 2015 UK92
- 2015 UL92
- 2015 UM92
- 2015 UN92
- 2015 UO92
- 2015 UP92
- 2015 UQ92
- 2015 UR92
- 2015 US92
- 2015 UV92
- 2015 UW92
- 2015 UX92
- 2015 UY92
- 2015 UZ92
- 2015 UA93
- 2015 UB93
- 2015 UD93
- 2015 UE93
- 2015 UF93
- 2015 UJ93
- 2015 UK93
- 2015 UL93
- 2015 UM93
- 2015 UN93
- 2015 UO93
- 2015 UQ93
- 2015 UR93
- 2015 UT93
- 2015 UU93
- 2015 UX93
- 2015 UY93
- 2015 UZ93
- 2015 UA94
- 2015 UB94
- 2015 UC94
- 2015 UD94
- 2015 UE94
- 2015 UF94
- 2015 UG94
- 2015 UH94
- 2015 UJ94
- 2015 UL94
- 2015 UM94
- 2015 UN94
- 2015 UO94
- 2015 UQ94
- 2015 UR94
- 2015 US94
- 2015 UU94
- 2015 UV94
- 2015 UW94
- 2015 UX94
- 2015 UY94
- 2015 UZ94
- 2015 UA95
- 2015 UB95
- 2015 UD95
- 2015 UE95
- 2015 UF95
- 2015 UG95
- 2015 UH95
- 2015 UJ95
- 2015 UK95
- 2015 UL95
- 2015 UM95
- 2015 UN95
- 2015 UP95
- 2015 UQ95
- 2015 UR95
- 2015 UU95
- 2015 UV95
- 2015 UW95
- 2015 UX95
- 2015 UY95
- 2015 UZ95
- 2015 UA96
- 2015 UB96
- 2015 UC96
- 2015 UD96
- 2015 UE96
- 2015 UF96
- 2015 UG96
- 2015 UH96
- 2015 UJ96
- 2015 UK96
- 2015 UL96
- 2015 UM96
- 2015 UN96
- 2015 UO96
- 2015 UP96
- 2015 UQ96
- 2015 US96
- 2015 UT96
- 2015 UV96
- 2015 UX96
- 2015 UY96
- 2015 UZ96
- 2015 UA97
- 2015 UB97
- 2015 UC97
- 2015 UD97
- 2015 UF97
- 2015 UM97
- 2015 UN97
- 2015 UO97
- 2015 UQ97
- 2015 UR97
- 2015 US97
- 2015 UT97
- 2015 UU97
- 2015 UZ97
- 2015 UA98
- 2015 UD98
- 2015 UF98
- 2015 UH98
- 2015 UL98
- 2015 UM98
- 2015 UO98
- 2015 US98
- 2015 UU98
- 2015 UW98
- 2015 UX98
- 2015 UY98
- 2015 UZ98
- 2015 UA99
- 2015 UB99
- 2015 UC99
- 2015 UD99
- 2015 UE99
- 2015 UF99
- 2015 UG99
- 2015 UH99
- 2015 UK99
- 2015 UL99
- 2015 UN99
- 2015 UO99
- 2015 UP99
- 2015 US99
- 2015 UT99
- 2015 UU99
- 2015 UV99
- 2015 UW99
- 2015 UY99
- 2015 UZ99
- 2015 UA100
- 2015 UB100
- 2015 UC100
- 2015 UD100
- 2015 UF100
- 2015 UG100
- 2015 UH100
- 2015 UJ100
- 2015 UL100
- 2015 UM100
- 2015 UN100
- 2015 UO100
- 2015 UP100
- 2015 UQ100
- 2015 UR100
- 2015 US100
- 2015 UT100
- 2015 UU100
- 2015 UV100
- 2015 UW100
- 2015 UX100
- 2015 UY100
- 2015 UZ100
- 2015 UA101
- 2015 UB101
- 2015 UC101
- 2015 UD101
- 2015 UF101
- 2015 UG101
- 2015 UH101
- 2015 UJ101
- 2015 UK101
- 2015 UL101
- 2015 UM101
- 2015 UN101
- 2015 UO101
- 2015 UP101
- 2015 UQ101
- 2015 UR101
- 2015 US101
- 2015 UT101
- 2015 UX101
- 2015 UZ101
- 2015 UA102
- 2015 UB102
- 2015 UC102
- 2015 UD102
- 2015 UE102
- 2015 UF102
- 2015 UJ102
- 2015 UL102
- 2015 UM102
- 2015 UN102
- 2015 UO102
- 2015 UP102
- 2015 UQ102
- 2015 UR102
- 2015 US102
- 2015 UT102
- 2015 UU102
- 2015 UV102
- 2015 UY102
- 2015 UZ102
- 2015 UB103
- 2015 UC103
- 2015 UD103
- 2015 UE103
- 2015 UF103
- 2015 UH103
- 2015 UK103
- 2015 UL103
- 2015 UM103
- 2015 UN103
- 2015 UO103
- 2015 UP103
- 2015 UQ103
- 2015 UR103
- 2015 US103
- 2015 UT103
- 2015 UV103
- 2015 UW103
- 2015 UX103
- 2015 UA104
- 2015 UG104
- 2015 UH104
- 2015 UJ104
- 2015 UK104
- 2015 UL104
- 2015 UM104
- 2015 UN104
- 2015 UO104
- 2015 UP104
- 2015 UQ104
- 2015 UR104
- 2015 US104
- 2015 UT104
- 2015 UU104
- 2015 UW104
- 2015 UX104
- 2015 UY104
- 2015 UA105
- 2015 UB105
- 2015 UC105
- 2015 UD105
- 2015 UE105
- 2015 UF105
- 2015 UG105
- 2015 UH105
- 2015 UM105
- 2015 UN105
- 2015 UO105
- 2015 UP105
- 2015 UQ105
- 2015 UR105
- 2015 UT105
- 2015 UU105
- 2015 UV105
- 2015 UX105
- 2015 UY105
- 2015 UA106
- 2015 UB106
- 2015 UC106
- 2015 UE106
- 2015 UF106
- 2015 UH106
- 2015 UJ106
- 2015 UK106
- 2015 UL106
- 2015 UM106
- 2015 UN106
- 2015 UO106
- 2015 UP106
- 2015 UQ106
- 2015 UR106
- 2015 US106
- 2015 UT106
- 2015 UU106
- 2015 UV106
- 2015 UW106
- 2015 UX106
- 2015 UY106
- 2015 UZ106
- 2015 UA107
- 2015 UB107
- 2015 UC107
- 2015 UD107
- 2015 UE107
- 2015 UF107
- 2015 UG107
- 2015 UH107
- 2015 UJ107
- 2015 UK107
- 2015 UL107
- 2015 UM107
- 2015 UN107
- 2015 UP107
- 2015 UQ107
- 2015 UR107
- 2015 US107
- 2015 UT107
- 2015 UU107
- 2015 UV107
- 2015 UW107
- 2015 UX107
- 2015 UY107
- 2015 UZ107
- 2015 UA108
- 2015 UB108
- 2015 UD108
- 2015 UE108
- 2015 UF108
- 2015 UG108
- 2015 UH108
- 2015 UJ108
- 2015 UK108
- 2015 UL108
- 2015 UM108
- 2015 UN108
- 2015 UO108
- 2015 UP108
- 2015 UQ108
- 2015 US108
- 2015 UU108
- 2015 UV108
- 2015 UW108
- 2015 UY108
- 2015 UZ108
- 2015 UA109
- 2015 UB109
- 2015 UC109
- 2015 UD109
- 2015 UE109
- 2015 UF109
- 2015 UG109
- 2015 UH109
- 2015 UJ109
- 2015 UK109
- 2015 UL109
- 2015 UM109
- 2015 UN109
- 2015 UO109
- 2015 UP109
- 2015 UQ109
- 2015 UR109
- 2015 US109
- 2015 UT109
- 2015 UU109
- 2015 UV109
- 2015 UW109
- 2015 UX109
- 2015 UY109
- 2015 UZ109
- 2015 UA110
- 2015 UB110
- 2015 UC110
- 2015 UD110
- 2015 UE110
- 2015 UF110
- 2015 UG110
- 2015 UJ110
- 2015 UK110
- 2015 UL110
- 2015 UM110
- 2015 UN110
- 2015 UO110
- 2015 UP110
- 2015 UQ110
- 2015 UR110
- 2015 US110
- 2015 UT110
- 2015 UU110
- 2015 UV110
- 2015 UW110
- 2015 UX110
- 2015 UY110
- 2015 UZ110
- 2015 UA111
- 2015 UB111
- 2015 UC111
- 2015 UD111
- 2015 UE111
- 2015 UF111
- 2015 UG111
- 2015 UH111
- 2015 UJ111
- 2015 UK111
- 2015 UL111
- 2015 UM111
- 2015 UN111
- 2015 UO111
- 2015 UP111
- 2015 UQ111
- 2015 UR111
- 2015 UT111
- 2015 UU111
- 2015 UV111
- 2015 UW111
- 2015 UX111
- 2015 UY111
- 2015 UZ111
- 2015 UA112
- 2015 UB112
- 2015 UD112
- 2015 UF112
- 2015 UJ112
- 2015 UK112
- 2015 UL112
- 2015 UN112
- 2015 UO112
- 2015 UP112
- 2015 UQ112
- 2015 UR112
- 2015 US112
- 2015 UT112
- 2015 UU112
- 2015 UV112
- 2015 UW112
- 2015 UX112
- 2015 UY112
- 2015 UZ112
- 2015 UA113
- 2015 UB113
- 2015 UC113
- 2015 UD113
- 2015 UE113
- 2015 UF113
- 2015 UG113
- 2015 UH113
- 2015 UJ113
- 2015 UK113
- 2015 UL113
- 2015 UM113
- 2015 UN113
- 2015 UO113
- 2015 UP113
- 2015 UQ113
- 2015 UR113
- 2015 US113
- 2015 UT113
- 2015 UU113
- 2015 UV113
- 2015 UW113
- 2015 UX113
- 2015 UY113
- 2015 UZ113
- 2015 UA114
- 2015 UB114
- 2015 UC114
- 2015 UD114
- 2015 UE114
- 2015 UF114
- 2015 UG114
- 2015 UH114
- 2015 UJ114
- 2015 UK114
- 2015 UL114
- 2015 UM114
- 2015 UN114
- 2015 UO114
- 2015 UP114
- 2015 UQ114
- 2015 UR114
- 2015 US114
- 2015 UT114
- 2015 UU114
- 2015 UV114
- 2015 UW114
- 2015 UX114
- 2015 UY114
- 2015 UZ114
- 2015 UA115
- 2015 UB115
- 2015 UC115
- 2015 UD115
- 2015 UE115
- 2015 UF115
- 2015 UG115
- 2015 UH115
- 2015 UJ115
- 2015 UK115
- 2015 UL115
- 2015 UM115
- 2015 UN115
- 2015 UO115
- 2015 UP115